# سرخس ماساچوست
سرخس ماساچوست (نام علمی: Thelypteris simulata) نام یک گونه از سرده سرخس باتلاقی است.